# ميخوف
ميخوف هي قرية في المنطقة الإدارية كازانوف ضمن مقاطعة زفالين في محافظة مازوفيا في شرق ووسط بولندا.  تقع على بعد حوالي 2 كيلومتر (1 ميل) شمال شرق كازانوف، 12 كيلومتر (7 ميل) جنوب غربي من زفالين و 109 كيلومتر (68 ميل) جنوب وارسو.